# Tamaimo
Tamaimo es una de las entidades de población que conforman el municipio de Santiago del Teide, en la isla de Tenerife —Canarias, España—.

## Toponimia
El término Tamaimo es de procedencia aborigen, desconociéndose su posible significado.

## Geografía
El núcleo urbano se localiza a una altitud de 575 m s. n. m. y a una distancia de siete kilómetros del casco urbano de Santiago del Teide.
Cuenta con un centro de educación infantil y primaria y con un instituto de enseñanza secundaria, una iglesia parroquial dedicada a santa Ana y varias ermitas, un tanatorio y un cementerio, una guardería, un centro cultural, una oficina de Correos, una ludoteca municipal, farmacia, entidades bancarias y otros comercios, gasolineras, un consultorio médico, un campo municipal de fútbol, un pabellón municipal de deportes y un polideportivo.
Tamaimo es el centro económico del municipio de Santiago del Teide, localizándose aquí las cooperativas, el comercio, los bancos, etc.
Una gran parte de la superficie de la localidad se encuentra incluida en el parque rural de Teno, localizándose aquí los famosos Acantilados de Los Gigantes.

## Demografía
Localizado en el punto más estrecho del valle de Santiago, ha revalorizado su situación como nudo de comunicación de las carreteras de Guía de Isora a Erjos y de esta a Puerto de Santiago, por lo que ha visto incrementada su población en los últimos años.
| Año        | 2000  | 2005  | 2010  | 2015  | 2020  |
| ---------- | ----- | ----- | ----- | ----- | ----- |
| Habitantes | 1 703 | 2 283 | 2 374 | 2 408 | 2 695 |

## Fiestas
Se celebran el fin de semana más cercano al 26 de julio, en honor a Santa Ana, y el tercer fin de semana de septiembre en honor a San Joaquín y La Virgen de la Paz.

## Comunicaciones
Se puede acceder a Tamaimo a través de las carreteras TF-82 y TF-454.

### Transporte público
En autobús —guagua— queda conectada mediante la siguiente línea de TITSA:
| Línea | Trayecto                                             | Recorrido     |
| ----- | ---------------------------------------------------- | ------------- |
| 325   | Puerto de la Cruz - Icod de los Vinos - Los Gigantes | Horario/Línea |
| 460   | Estación Icod de Los Vinos - Estación Costa Adeje    | Horario/Línea |
| 461   | Arguayo - Acantilado de Los Gigantes                 | Horario/Línea |
| 462   | Guía de Isora - Valle Santiago - Los Gigantes        | Horario/Línea |